# Phalanta rennellensis
Phalanta rennellensis är en fjärilsart som beskrevs av Francis Gard Howarth 1962. Phalanta rennellensis ingår i släktet Phalanta och familjen praktfjärilar. Inga underarter finns listade i Catalogue of Life.